# Богданов, Вячеслав Афанасьевич
Вячеслав Афанасьевич Богданов (9 [22] октября 1913, Санкт-Петербург — неизвестно) — советский спортивный судья, участник Великой Отечественной войны.

## Биография
В футбол играл в 1929—1950 в ленинградских клубных командах ЛДО и «Метро». С 1950 года — судья всесоюзной категории по хоккею с шайбой, с 13 марта 1956 — по футболу.
Обслуживал игры чемпионатов и Кубка СССР по хоккею с мячом и по хоккею с шайбой, работал на чемпионате мира 1957 года в Москве. В 1949—1963 годах работал главным судьёй в чемпионате СССР по футболу.
Воевал на разных фронтах Великой Отечественной войны. Награждён медалями «За боевые заслуги», «За отвагу», «За оборону Ленинграда», «За освобождение Праги», «За победу над Германией в Великой Отечественной войне 1941—1945 гг.».
Работал старшим инженером на ЛОМО.